# Casa Arróspide
La Casa Arróspide es un edificio ubicado en Indauchu, Bilbao, en la intersección de Simón Bolívar con Aureliano Valle, hoy ocupado por viviendas y oficinas y en la parte inferior hay una tetería.
Está considerado Bien cultural calificado por el Gobierno vasco desde 1994. Después de ser casa de la familia Arróspide, albergó al rectorado de la Universidad de Bilbao.